# Star Trek (de oorspronkelijke serie)

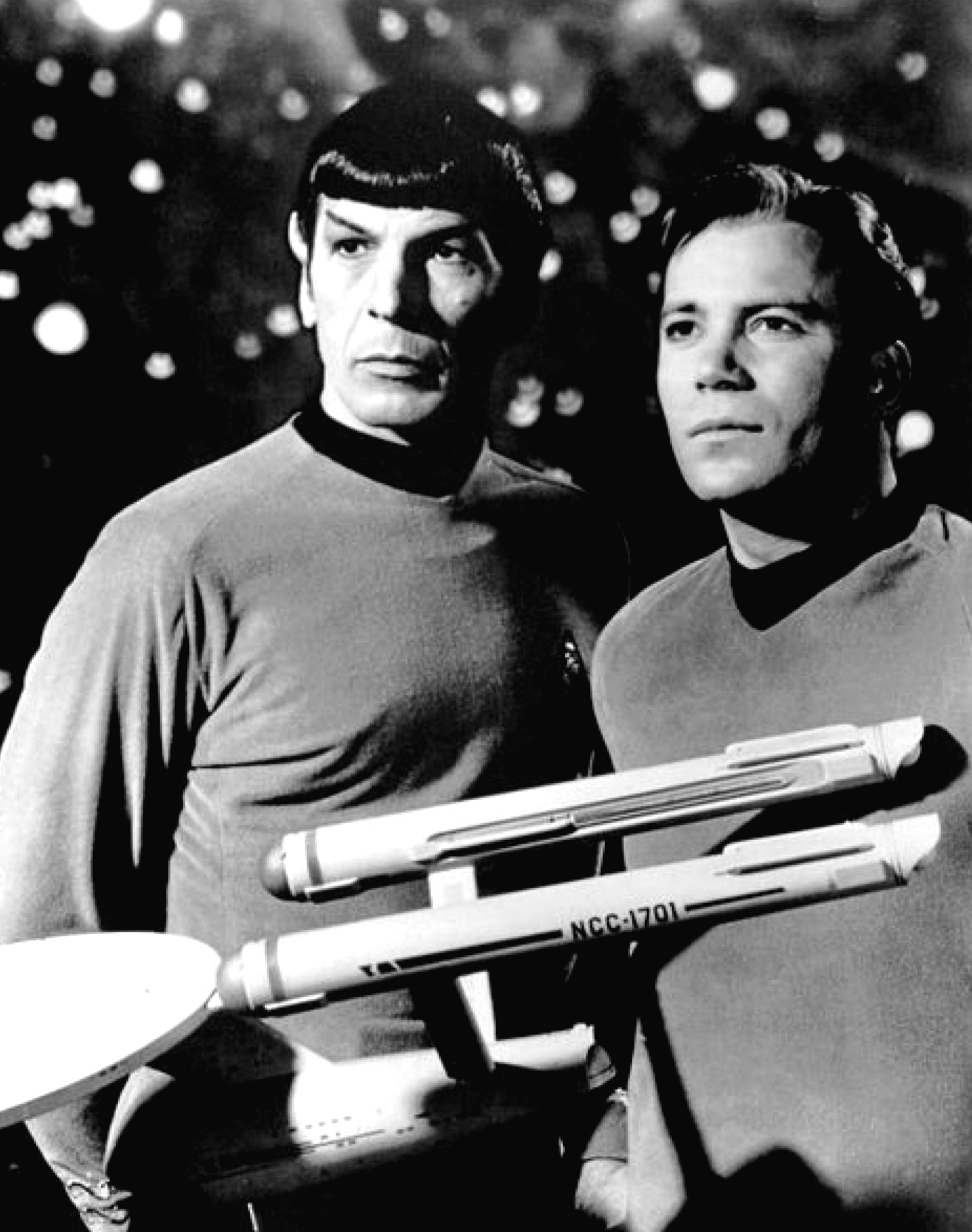
Kirk en Spock met op de voorgrond de Enterprise

Star Trek is een Amerikaanse sciencefictiontelevisieserie bedacht door Gene Roddenberry. De serie is de eerste van de Star Trek-series en -films. Tegenwoordig wordt de serie ook vaak Star Trek: The Original Series of Classic Trek genoemd om deze te onderscheiden van de andere series.
De serie werd uitgezonden van 8 september 1966 t/m 2 september 1969 op NBC. Er werden 81 afleveringen geproduceerd, waarvan er 80 werden uitgezonden. De serie was niet meteen een hit. De kijkcijfers waren laag, en gedurende het tweede seizoen dreigde de serie al te moeten stoppen. Toch kreeg de serie langzaam steeds meer aanhang van fans, die een derde seizoen eisten. Omdat de serie vooral door hoger opgeleiden bekeken werd en daarmee interessant bleek voor adverteerders kwam dit seizoen er ook maar wel met een lager budget. NBC verplaatste de serie ook naar de vrijdagavond, waardoor de kijkcijfers afnamen. Aan het eind van het derde seizoen werd de serie stopgezet. Maar tijdens de herhalingen in de jaren erna werd de serie steeds populairder, kreeg een sterke aanhang en vormde het begin van een cultfenomeen. Het succes van het programma leidde tot vijf nieuwe televisieseries en elf films. Het Guinness Book of Records vermeldt Star Trek als de serie met de meeste spin-offs.
In Nederland werd de serie uitgezonden vanaf oktober 1971, door de VPRO.

## Verhaal
Het is de 23e eeuw. De Aarde is de hoofdplaneet van de Verenigde Federatie van Planeten. Binnen de federatie komt geen oorlog meer voor. De serie volgt de avonturen van de bemanning van het ruimteschip de Enterprise. Dit schip, onder bevel van kapitein James T. Kirk (William Shatner) en Mr. Spock (Leonard Nimoy), is op een vijf jaar durende missie om een deel van het heelal te verkennen. Elke aflevering begon met de woorden:
Space...the Final Frontier. These are the voyages of the starship Enterprise. Its five-year mission: to explore strange new worlds, to seek out new life and new civilizations, to boldly go where no man has gone before.
De planeten die zij bezoeken hebben allemaal hun eigen kenmerken en problemen. De crew mag niet zomaar ingrijpen vanwege het Prime Directive. Dit schrijft voor dat het contact met wezens van technisch minder ontwikkelde beschavingen beperkt moet zijn zodat zij zich zelfstandig kunnen ontwikkelen en men geen partij mag kiezen wanneer twee beschavingen met elkaar in conflict zijn. Ook moet de crew zich houden aan de wetten van de planeet in kwestie, hoe onredelijk deze ook kunnen zijn. Soms wordt ervoor gekozen om het Prime Directive te overtreden.
Niet alle afleveringen gaan over onontdekte planeten. Soms komt de Enterprise ook reeds gekoloniseerde planeten of ruimtestations te hulp. Een terugkerend thema zijn de conflicten aan de grenzen van de federatie waar men te maken heeft met de Klingons en de Romulans, waarmee de federatie een moeilijke verstandhouding heeft.

## Creatie
Roddenberry was al geruime tijd fan van sciencefiction. In 1960 kwam hij met het voorstel voor Star Trek, een serie over een groot ruimteschip dat het heelal moest verkennen. Roddenberry’s idee werd beïnvloed door A. E. van Vogts verhalen van de Space Beagle, Eric Frank Russells Marathon-verhalen en de film Forbidden Planet. Er worden ook vaak verbanden gelegd met de serie Rocky Jones, Space Ranger. Roddenberry liet zich ook inspireren door de Horatio Hornblower-romans. Het personage Kirk was min of meer Hornblower in de ruimte. Roddenberry had zelf al veel ervaring met het schrijven van westerns.
In 1964 maakte Roddenberry een drie jaar durende ontwikkelingsdeal met het tv-productiebedrijf Desilu van Lucille Ball. In Roddenberry's originele concept heette de protagonist nog Kapitein Robert April van de "S.S. Yorktown". Later veranderde hij dit in Christopher Pike. In 1964 werd de pilotaflevering genaamd "The Cage" gemaakt, met acteur Jeffrey Hunter in de rol van Pike.
Het Star Trek-concept werd voor het eerst aangeboden aan het CBS-netwerk, maar dit wees het concept af omdat men meer zag in de serie Lost In Space. Star Trek werd toen aangeboden aan NBC, die aanvankelijk akkoord ging, maar de eerste pilotaflevering afkeurde. NBC was echter wel onder de indruk van het idee, en nam daarom de ongebruikelijke beslissing om een tweede pilot te maken. Dit werd "Where No Man Has Gone Before". Alleen het personage Spock kwam ook weer voor in deze tweede pilot. Alle andere personages uit de eerste pilot werden vervangen in de tweede. Deze tweede pilot introduceerde de hoofdpersonages Kapitein Kirk (William Shatner), hoofdmonteur en Luitenant Scott (James Doohan) en Luitenant Sulu (George Takei). Personages als dr Leonard McCoy (DeForest Kelley) en Luitenant Uhura (Nichelle Nichols) werden later in de serie geïntroduceerd.

## Stijl

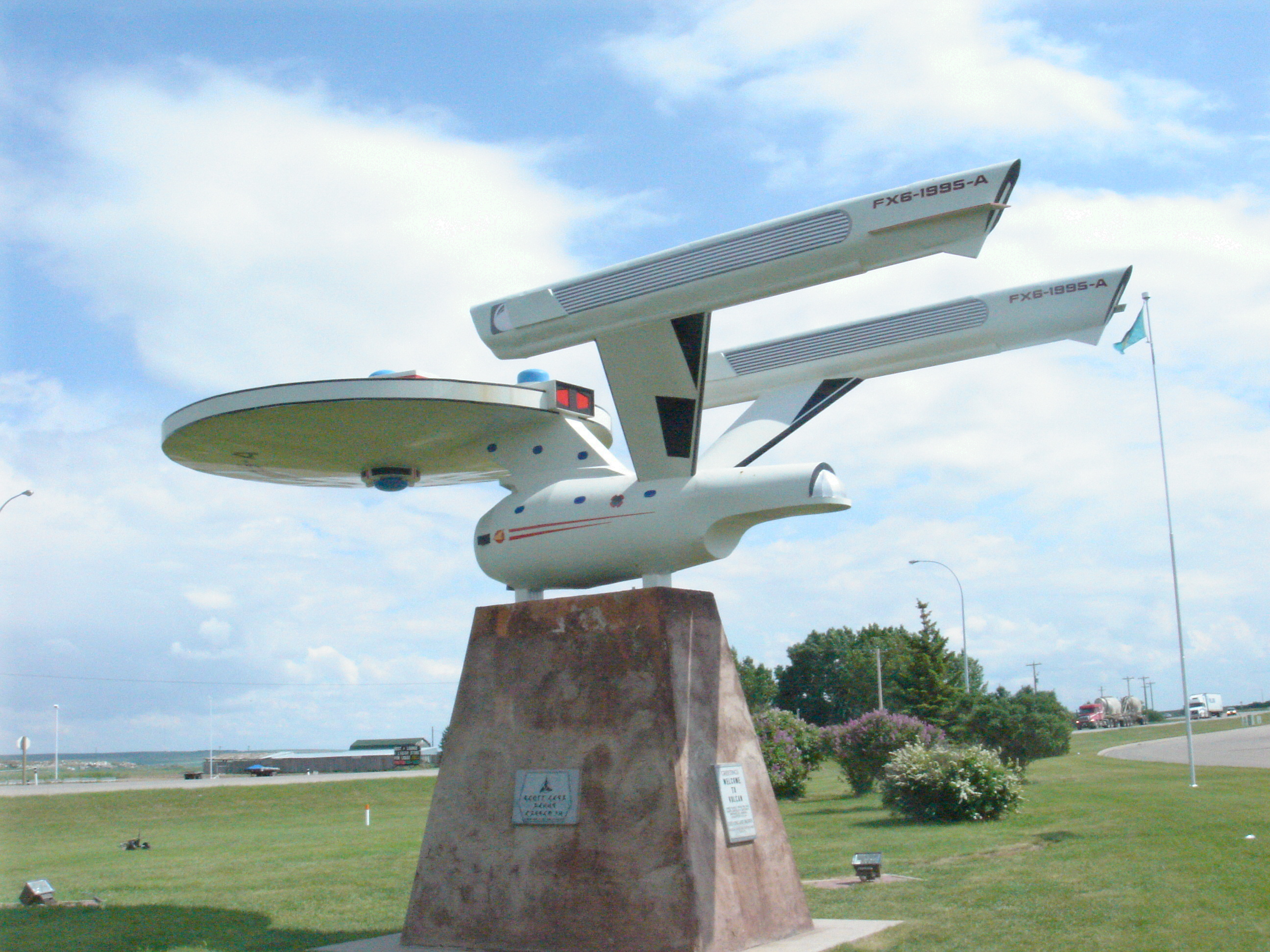
Een model van de Enterprise

Roddenberry’s beslissing om een Aziaat (Sulu) en een Afro-Amerikaan (Uhura) grote niet-stereotiepe rollen te geven was een gewaagde beslissing. In die tijd was de rassensegregatie nog sterk aanwezig in Amerikaanse films en televisieseries. Roddenberry wilde echter afstand doen van deze stereotypes en een cast samenstellen van mannen en vrouwen uit verschillende bevolkingsgroepen. Hij deed dit op basis van de gedachte dat in de 23e eeuw racisme en seksisme niet meer zouden bestaan. In de aflevering Plato's Stepchildren is te zien hoe de blanke Kirk met de Afrikaanse Uhura zoent, iets wat nog bijna nooit vertoond was op televisie. Naast mensen gaf hij ook enkele buitenaardse wezens een grote rol in de serie, zoals Spock, die half mens en half Vulcan was.
Roddenberry had eerder de scripts geschreven voor de westernserie Have Gun – Will Travel. Daarnaast liet hij zich inspireren door de boeken over Horatio Hornblower. De invloed hiervan is duidelijk terug te zien in de serie. Kirk, Spock en McCoy komen regelmatig in vecht- en schietpartijen terecht en Kirk is heldhaftig, koelbloedig en bereid zijn leven te wagen.
Voor de afleveringen werden meerdere sciencefictionschrijvers (onder andere Robert Bloch, Norman Spinrad, Harlan Ellison en Theodore Sturgeon) ingehuurd. Verschillende thema’s kwamen aan bod die vaak hedendaagse situaties aan de kaak stelden zoals seksisme, racisme, nationalisme en alles vernietigende oorlogen. Afleveringen als The Apple, Who Mourns for Adonais?, en The Return of the Archons vertonen subtiele anti-religieuze thematieken. "Bread and Circuses" en "The Omega Glory" hebben thema’s die meer pro-religieus en patriottisch zijn. Veel afleveringen moesten achteraf worden herschreven vanwege de censuur die NBC toepaste. De serie stond ook bekend voor zijn gevoel voor humor, zoals Spock en McCoys “vriendschappelijke” gekibbel. De afleveringen The Trouble with Tribbles, I, Mudd en A Piece of the Action werden geschreven als komedies.
Andere kenmerken van Star Trek werden min of meer bedacht om problemen bij de productie op te lossen. De kenmerkende machine waarmee crewleden werden “opgestraald” werd bedacht als manier om de crew snel van het schip naar een planeet te laten reizen en vice versa zonder dat daarvoor telkens de landing van een ruimteschip hoefde te worden gefilmd. De communicator werd geïntroduceerd om als plot te dienen in veel afleveringen, zodat de crew vast kon komen te zitten omdat het ding kapot was en ze derhalve geen contact meer hadden met het schip.
Het schip Enterprise werd ontworpen door Matt Jefferies. Hij toonde een duidelijke visie op het gebied van cognitieve ergonomie en kwam met een ontwerp voor de brug dat vooral gebruiksvriendelijk moest zijn en met een opstelling waarbij de bemanning makkelijk met elkaar kon communiceren. Kostuumontwerper William Ware Theiss maakte de bekende uniformen voor de crew. Wah Chang, die al eerder werkte voor Walt Disney, werd gevraagd de rekwisieten te ontwerpen.
De serie introduceerde veel zaken die standaard zouden worden in latere sciencefictionwerken: de warpdrive, teleportatie, draadloze communicators, scanners, energiewapens, laseroperaties, een cloaking device (om ruimteschepen onzichtbaar te maken) en computers die konden praten.

## Rolverdeling

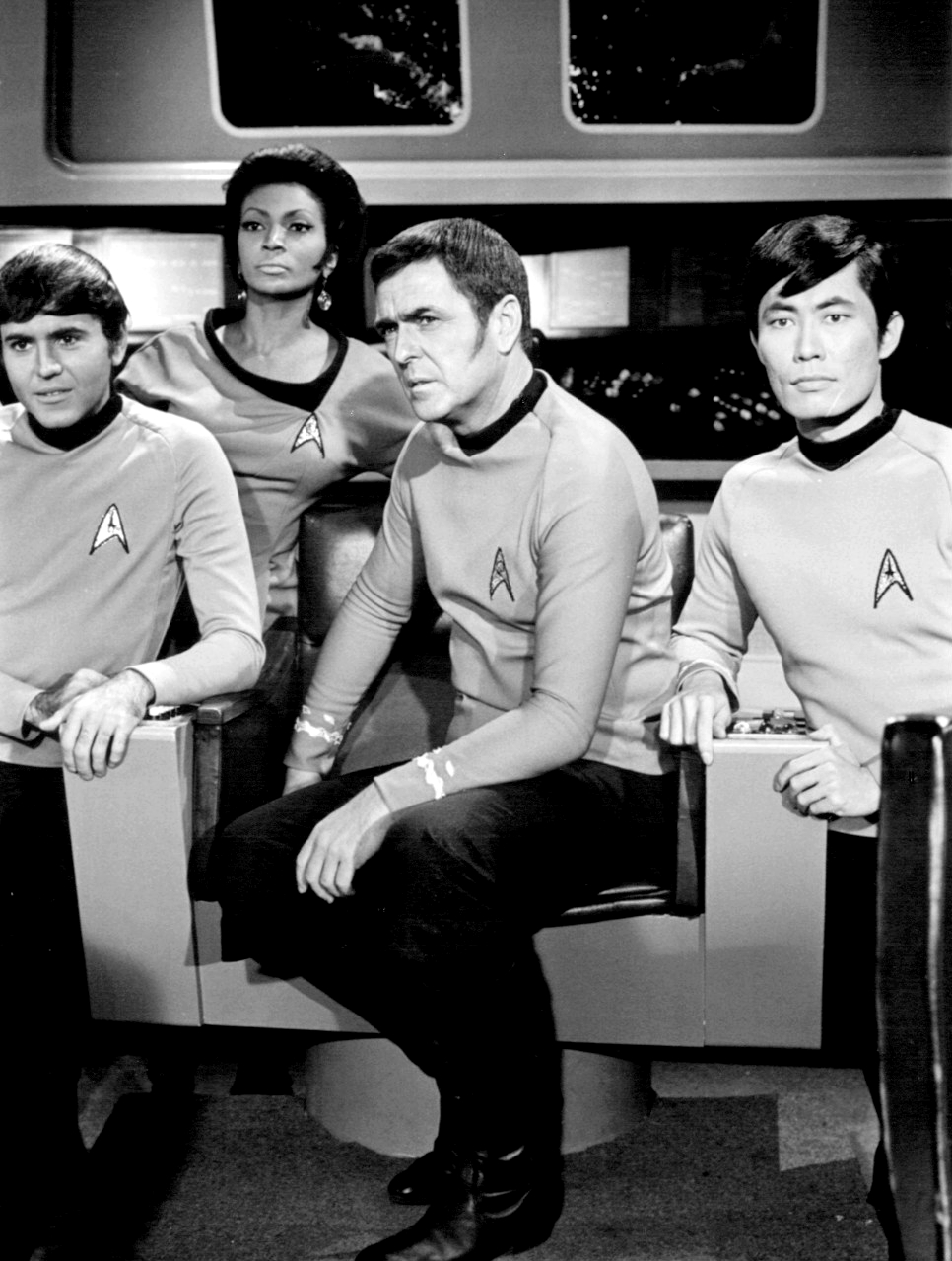
Een deel van de crew. V.l.n.r. Chekov, Uhura, Scotty en Sulu

De serie maakte gebruik van een groep relatief onbekende acteurs die in korte tijd allemaal beroemd werden. Jackson DeForest Kelley deed al eerder mee in films en televisieseries, maar altijd in kleine rollen. William Shatner, Leonard Nimoy hadden ook al ervaring met televisieseries, maar waren beide vrijwel onbekend bij het grote publiek. Hoewel de serie hen beroemd maakte, kregen de meeste acteurs last van het Swiebertje-effect (typecasting), waardoor ze te veel geassocieerd werden met hun Star Trek-personage, wat een grote filmcarrière in de weg stond.
De belangrijkste karakters zijn:
- James Tiberius Kirk (gespeeld door William Shatner) is de kapitein van de USS Enterprise en zoals de meeste karakters in de serie een mens. Hij is macho, een vechtersbaas en een charmeur. Hij is altijd bereid risico's te nemen en zichzelf op te offeren.
- Spock (gespeeld door Leonard Nimoy) is de Science officer. Hij is de enige hoofdrolspeler die geen mens is. Hij is namelijk een kruising tussen een Vulcan en een mens. Zoals alle Vulcans beredeneert hij alles logisch en laat hij nooit zijn gevoel meespelen. Een enkele keer blijkt hij toch gevoeliger te zijn, doordat hij ook menselijke genen heeft. Spock heeft een aantal vaardigheden die de bemanning goed van pas komen. Hij kan Mind-melten met iemand door zijn hand op het gezicht te leggen en zo diens gedachten te lezen. Ook kan hij met een bepaalde greep in de nek iemand bewusteloos laten vallen. Spock gebruikt graag de Vulcaanse groet "Live long and prosper" (vertaling: leef lang en vaar wel).
- Dr. Leonard H. Bones McCoy (Jackson DeForest Kelley) is de scheepsarts en beste vriend en vertrouweling van Kirk. Zijn karakter zit vol met tegenstrijdigheden. Hij is wel een begaafd arts en zelfs in staat onbekende levensvormen te genezen.
- Montgomery E. Scotty Scott (James Doohan) is de hoofd boordwerktuigkundige. Hij wordt vaak kortweg Scotty genoemd en heeft een zwaar Schots accent. Hij bedient o.a. de transporter. De zin Beam me up, Scotty werd wereldberoemd maar werd in de serie nooit uitgesproken.
- Nyota Uhura (Nichelle Nichols) is het hoofd communicatie.
- Hikaru Sulu (George Takei) is de stuurman van de Enterprise.
- Pavel Chekov (Walter Koenig) deed pas mee vanaf het tweede seizoen. Hij had eerst verschillende functies op de brug om vervolgens navigator te worden. Af en toe vervangt hij Spock als wetenschapper en Kirk als kapitein.
- Christine Chapel (Majel Barrett) verpleegster en assistente van Dr. McCoy. Ze voelt zich aangetrokken tot Spock. Ze is bij Star Fleet in dienst gegaan in de hoop dat ze haar verloofde, die vermist is geraakt, terug kan vinden.
- Janice Rand (Grace Lee Whitney) is de zogenaamde Yeoman oftewel assistente van de kapitein. Ze komt alleen in de eerste twee seizoenen voor.

Scotty en Christine Chapel zijn de enigen die niet doorlopend op de brug te vinden zijn.
De drie hoofdpersonages waren Kirk, Spock en McCoy. De schrijvers speelden vaak in op hun verschillende persoonlijkheden. In veel verhalen botsten de persoonlijkheden van de drie. Het Spockpersonage werd eerst afgewezen door netwerken omdat hij met zijn puntoren en wenkbrauwen te veel een “duivels” uiterlijk zou hebben. In publicatiemateriaal werden zijn oren en wenkbrauwen zelfs weggecensureerd. Maar Spock werd uiteindelijk een van de bekendste en beroemdste personages uit de serie.

## Afleveringen

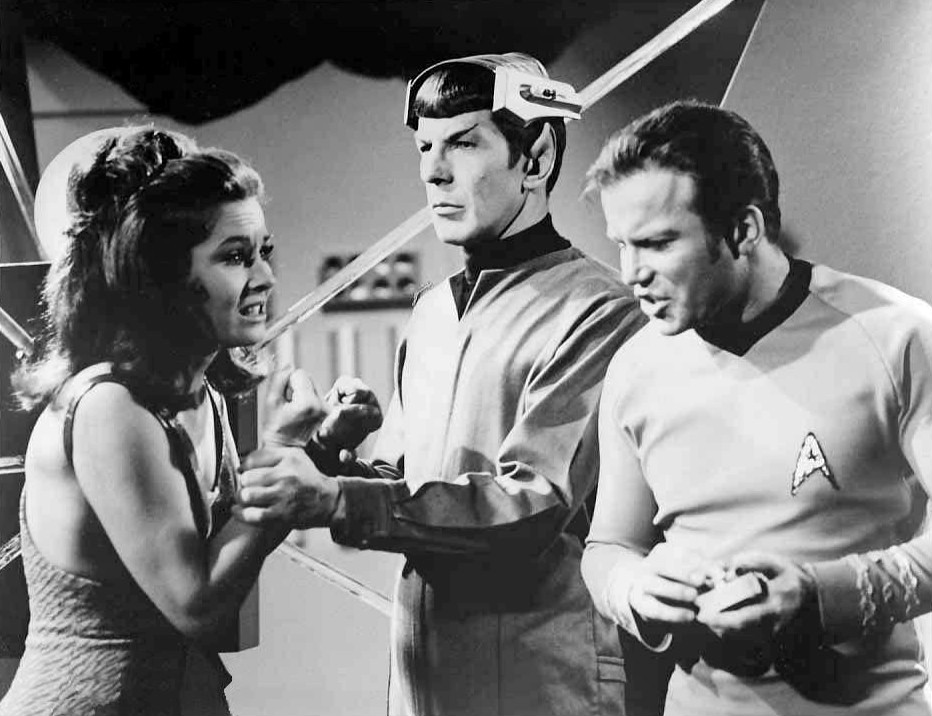
Een scène uit de aflevering Spock's Brain.

De serie bestond uit twee pilot-afleveringen en vervolgens drie seizoenen met in totaal 79 afleveringen. In het eerste seizoen zitten twee afleveringen die een Hugo Award hebben gewonnen. Ook worden hier de Romulans en Klingons geïntroduceerd. In de aflevering Space Seed maakt de bemanning kennis met Khan Noonien Singh die later in de film Star Trek II: The Wrath of Khan zou terugkeren. In de aflevering Mudd's Women komt de bemanning in aanraking met de oplichter Mudd die ze later in I, Mudd nogmaals tegenkomen maar dan als leider van een planeet.
In het tweede seizoen wordt Pavel Chekov als navigator geïntroduceerd. Ook leren we meer over Spock. In de aflevering Amok Time wordt zijn thuisplaneet bezocht en in de aflevering Journey to Babel komen zijn ouders aan boord van de Enterprise. De afleveringen van het derde seizoen worden als minder goed beschouwd. NBC besloot om het budget sterk te verminderen en dit is terug te zien in de kwaliteit.

### Beste afleveringen
Volgens Entertainment Weekly, zijn dit de 10 beste afleveringen van Star Trek:
1. The City on the Edge of Forever
2. Space Seed
3. Mirror, Mirror
4. The Doomsday Machine
5. Amok Time
6. The Devil in the Dark
7. The Trouble with Tribbles
8. This Side of Paradise
9. The Enterprise Incident
10. Journey to Babel

## Prijzen
Acht afleveringen werden genomineerd voor een van de grootste prijzen uit de wereld van sciencefiction; de Hugo Award, in de categorie "Best Dramatic Presentation". In 1967 waren de genomineerde afleveringen "The Naked Time", "The Corbomite Maneuver", en "The Menagerie". In 1968 waren de nominaties: "Amok Time", "Mirror, Mirror", "The Doomsday Machine", "The Trouble with Tribbles", en "The City on the Edge of Forever". Star Trek won in beide jaren prijzen voor de afleveringen "The Menagerie" en "The City on the Edge of Forever".
In 1968 won de aflevering "The City on the Edge of Forever," geschreven door Harlan Ellison, de prestigieuze Writers Guild of America Award voor “Best Original Teleplay”.
Hoewel hij ze nooit heeft gewonnen, werd Star Trek genomineerd voor de volgende Emmy Awards:
- Outstanding Dramatic Series (Gene Roddenberry en Gene L. Coon), 1967
- Outstanding Dramatic Series (Gene Roddenberry), 1968
- Outstanding Supporting Actor (Leonard Nimoy as Mr. Spock), 1967, 1968, 1969
- Outstanding Guest Appearance (Frank Gorshin as Commissioner Bele), 1969
- Individual Achievement in Art Direction and Allied Crafts (Jim Rugg), 1967
- Individual Achievement in Cinematography (Darrell Anderson, Linwood G. Dunn, and Joseph Westheimer), 1967
- Individual Achievement in Film and Sound Editing (Douglas Grindstaff), 1967
- Outstanding Achievement in Film Editing (Donald R. Rode), 1968
- Special Classification of Individual Achievement for Photographic Effects (The Westheimer Company), 1968
- Outstanding Achievement in Art Direction and Scenic Design (John Dwyer and Walter M. Jeffries), 1969
- Outstanding Achievement in Film Editing (Donald R. Rode), 1969
- Special Classification Achievements for Photographic Effects (The Howard A. Anderson Company, The Westheimer Company, Van der Veer Photo Effects, Cinema Research), 1969.

## Muziek
De intromuziek van de serie is voor velen herkenbaar. Deze werd gecomponeerd door Alexander Courage, en is ook gebruikt in een aantal Star Trek-spin-off-afleveringen en films. Zonder medeweten van Courage schreef Gene Roddenberry er een tekst bij, zonder de intentie om ooit een gezongen versie uit te brengen maar enkel om voor 50% de royalty's op de muziek te kunnen incasseren.
Om budgettaire redenen maakte de serie volop gebruik van bestaande muziek of muziek geschreven voor andere afleveringen. Van de 79 afleveringen hadden maar 31 unieke achtergrondmuziek die specifiek voor die aflevering was gecomponeerd.

## Geremasterde serie
In september 2006 begon CBS Paramount Television met het uitzenden van een verbeterde versie van Star Trek: The Original Series in high definition, en met nieuwe CGI-effecten. Dit wordt gedaan onder toezicht van Mike Okuda, technisch consultant van latere series. In sommige gevallen zijn zelfs nieuwe acteurs toegevoegd aan de achtergrond van enkele scènes.
De eerste geremasterde aflevering die werd uitgezonden was "Balance of Terror" in het weekend van 16 september 2006.

## Trivia
- De zin Beam me up Scotty is een veel gebruikt citaat als referentie naar de serie. Toch is deze tekst nooit letterlijk in de serie uitgesproken. Wel zijn er teksten gebruikt die in de buurt komen, zoals Scotty, beam us up en Beam us up, Scotty en in de aflevering This Side of Paradise simpelweg: Beam me up. Toen James Doohan, de acteur die Scotty speelde, zijn autobiografie schreef, noemde hij dit boek Beam me up Scotty.